# روزا كيلنر
روزا كيلنر (بالألمانية: Rosa Kellner)‏ هي منافسة ألعاب القوى ألمانية، ولدت في 21 يناير 1910 في ميونخ في ألمانيا، وتوفي بنفس المكان في 13 ديسمبر 1984.

## وصلات خارجية
- روزا كيلنر على موقع أوليمبيديا (الإنجليزية)